# Fidelia villosa
Fidelia villosa là một loài ong trong họ Megachilidae. Loài này được Brauns miêu tả khoa học đầu tiên năm 1902.